# Hôtel McAlpin
L’hôtel McAlpin est un ancien hôtel situé à New York, aux États-Unis. Ouvert en 1912, il est reconverti en appartements dans les années 1970. Le bâtiment porte depuis le nom de Herald Towers.

## Historique
L'établissement s'enorgueillit d'avoir été le théâtre de plusieurs événements de portée historique pour les États-Unis. C'est ainsi que l'ancien président William Howard Taft s'associa à la réception fêtant la première année d'exploitation de l'hôtel McAlpin (1913). Quelques mois plus tard, c'est dans cet établissement qu'à l'occasion d'un banquet eut lieu une sécession du parti démocrate de New York pour mettre un terme aux agissements de la faction de Tammany Hall. Par deux fois (octobre 1917 et décembre 1918), l'hôtel hébergea la conférence annuelle de la Ligue des Minorités, association non-gouvernementale de New York fondée par Frederic C. Howe. L'enregistrement produit par la cantatrice Luisa Tetrazzini depuis sa chambre d'hôtel, au mois de décembre 1920, a été diffusé par le Corps des transmissions vers les vaisseaux de guerre,. C'est ainsi que la Tetrazzini fut la première cantatrice diffusée sur la radio. Les Républicains de l'État de New York ont ouvert leur siège dans cet établissement en 1926, et depuis les années 1920, la Society of American Magicians y tient son gala annuel.
C'est lors du consistoire des juifs orthodoxes d'Amérique du Nord de 1945, organisé à cet endroit, que Mordecai Kaplan a été excommunié. En 1947, Jackie Robinson occupait une chambre du 11e étage lorsque les Brooklyn Dodgers lui annoncèrent qu'il serait le premier joueur afro-américain des Ligues majeures de baseball (cet événement est d'ailleurs commémoré par une plaque en façade de l'hôtel).

## Architecture
Les Herald Towers ont été conçues dans le style Renaissance par l'architecte Frank Mills Andrews, président de la compagnie hôtelière Greeley Square,. De 1915 à 1917, l'hôtel s'étendit vers l'est selon les plans de Warren & Wetmore,,. Les premiers propriétaires de l'hôtel prétendaient qu'il comptait 26 étages bien que les autres sources n'en admettent que 25,,. La terrasse de couverture et sa balustrade surplombent le boulevard de 119 m. L'hôtel possédait en outre quatre rez-de-chaussée,, dont trois étaient indépendants : ils s'élevaient à 20,50 m au-dessus du sol,.
L'édifice est divisé en trois ailes donnant sur Broadway et la Sixième Avenue, avec des chaînages en béton de verre aux angles,. Le soubassement est orné d'un refend en craie de Bedford, le reste de la façade étant appareillé en brique orange,,,. Les baies des étages inférieures comportaient à l'origine des balcons en fer forgé avec panneaux de céramique. La façade des derniers étages est allégée par un revêtement composite de briques et de panneaux de céramique,,. Le dernier étage possède une arcature surmontée d'une corniche et de combles,. Les briques de l'édifice ont été fabriquées par Fiske & Co. Inc., les parpaings de craie provenant des carrières Michael Cohen & Co..

### Structure
Les trois tours sont armées de 12 000 t de charpente d'acier et leurs fondations sont des semelles filantes en béton armé ancrées au rocher. Certaines des colonnes de la superstructure se trouvant en limite de parcelle, il a fallu répartir leur poids sur plusieurs semelles par des poutres de répartition ; quant aux colonnes d'angle, elles reposent sur des profilés d'acier en console. Les refends extrêmes des tours comportent un escalier de secours métallique extérieur qui court sur toute la hauteur. Les ascenseurs de service le long de la 33e rue sont également doublés d'escaliers logés dans le noyau central de chaque tour. Autre mesure de protection anti-incendie, les portes et baies de l'hôtel sont des caissons en acier, et les planchers sont traversés de colonnes sèches.
Le rez-de-chaussée principal est directement connecté à la station 34th Street–Herald Square du métro de New York, ainsi qu'à la ligne de banlieue Hudson & Manhattan Railroad (gare 33rd Street). On y trouve un restaurant (le Marine Grill), les cuisines, l'entrée de service, les pièces pour l'office, et un salon de réception. Les trois autres rez-de-chaussée abritent les services techniques et la laverie, la cave à vin et même des humidificateurs pour cigares.
Les générateurs électriques dans les caves ont une puissance de 1 800 kW. Ces caves abritent aussi des machines à glaçons pouvant fournir jusqu'à 10 tonnes de glace par jour. L'hôtel possède 13 ascenseurs, d'une vitesse ascensionnelle de 200 m/min pour une capacité de 20 personnes, ainsi que trois monte-charges. Les réseaux représentent 11 km de chauffage central, 185 km de câbles électriques et 5 km de conduites,. Lors de la construction de l'hôtel, en 1911, une source signalait son standard téléphonique de 9 × 36 m comme le plus grand au monde. Les trois standards de 100 entrées et 1800 positions, pouvaient transmettre jusqu'à 500 000 appels par jour dès l'inauguration. L'hôtel possédait de plus 16 bélinographes,. Le téléphone de service comptait 17 numéros.

## Galerie

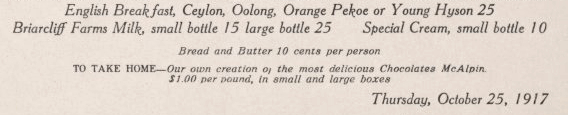
Détail d'un menu du restaurant de l'hôtel, en 1917.
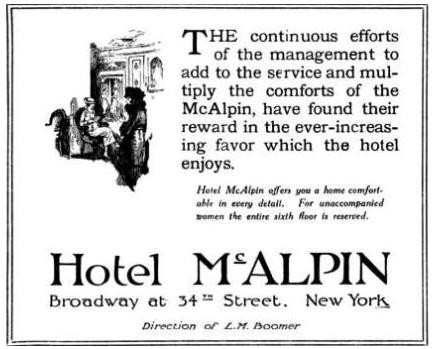
Publicité de 1920.
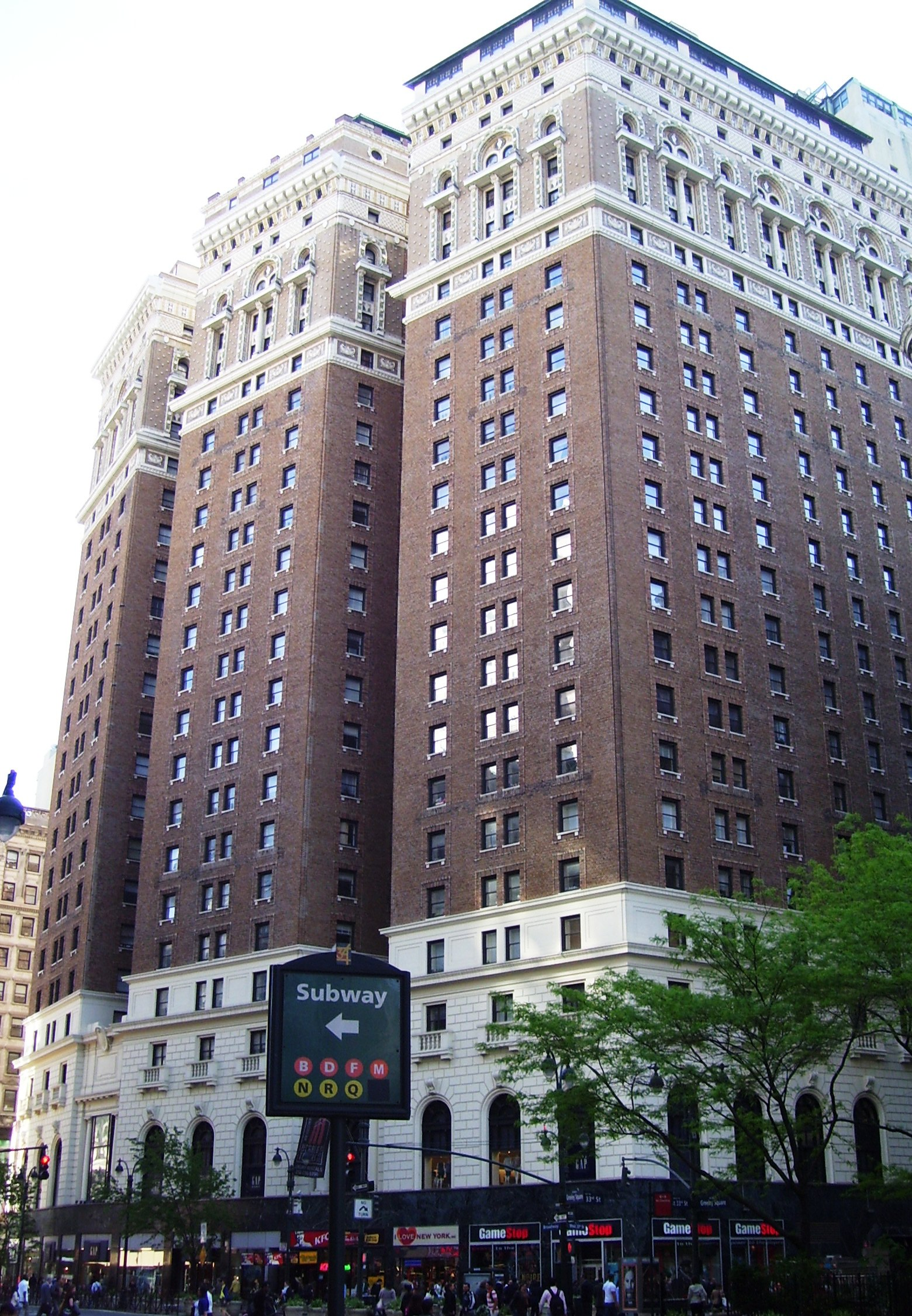
Le bâtiment en 2011.